# Чужая (фильм, 2007)
«Чужая» (англ. Unrelated) — художественный фильм режиссёра Джоанны Хогг. Главные роли в фильме исполнили Кэтрин Уорт и Том Хиддлстон. Премьера в США состоялась 20 февраля 2008 года.
Женщина, переживающая несчастливые отношения, укрывается в семье друга во время отпуска в Тоскане.

## Сюжет
Анна — замужняя женщина за сорок, которая не может иметь детей и несчастлива в браке с Алексом. Она решает поехать на отдых в Италию с подругой Вереной и ее семьей, оставив мужа дома. В Италии она знакомится с Окли — сыном другой семейной пары, которые тоже приехали на каникулы. Окли — молодой, привлекательный и беззаботный парень, который сразу обращает на себя внимание Анны. Анна начинает проводить больше времени с Окли и его друзьями-подростками, чем со своими ровесниками. Она пытается почувствовать себя молодой и свободной, забывая о своих проблемах и возрасте.
Однако ее поведение вызывает недоумение и осуждение у окружающих. Верена не понимает, почему Анна не хочет общаться с ней и ее мужем, и подозревает, что Анна влюбилась в Окли. Алекс — муж Анны, который звонит ей по телефону, чувствует, что Анна отдаляется от него, и ревнует ее к Окли. Окли же не разделяет чувств Анны и считает ее просто доброй и забавной тетей. Он флиртует с Анной, но не хочет с ней серьёзных отношений. Он влюблен в Мелиссу — девушку своего друга Джека, и пытается соблазнить её.
Ситуация становится все более напряжённой, когда Анна признается Окли в своих чувствах, а он отвергает её. Анна чувствует себя униженной и одинокой. Она также узнает, что Верена и ее муж Джордж на грани развода из-за измены Джорджа. Анна пытается помочь Верене, но та отвергает её советы. Анна сталкивается с конфликтом между Окли и Джеком из-за Мелиссы и пытается разрешить его, но только усугубляет ситуацию. Анна также получает плохие новости от Алекса, который говорит ей, что хочет развестись с ней. Анна понимает, что потеряла все, что имела, и чувствует себя чужой и ненужной.
Анна вынуждена покинуть дом Верены и поселиться в отеле. Там её навещает Верена и пытается поговорить с ней, но Анна не хочет слушать. Анна решает вернуться домой, но перед этим хочет увидеться с Окли и попрощаться с ним. Она идет к дому, где живет Окли, и видит, как он целуется с Мелиссой. Анна уходит, не прощаясь с ним. Она садится в такси и едет в аэропорт, оставляя за собой Италию и свою несбывшуюся любовь.

## В ролях
- Кэтрин Уорт — Анна, несчастливая женщина, которая увлекается Окли
- Гарри Кершоу — Окли, молодой парень, который флиртует с Анной, но не разделяет ее чувств
- Эмма Хиддлстон — Верена, подруга Анны, которая приглашает ее в Италию
- Генри Ллойд-Хьюз — Джек, друг Окли, который влюблен в Мелиссу
- Том Хиддлстон — Оливер, друг Окли, который подшучивает над Анной
- Мэри Роско — Роза, мать Окли, которая не одобряет поведение Анны
- Майкл Хэдли — Алекс, муж Анны, который хочет развестись с ней
- Дэвид Ринтул — Джордж, муж Верены, который изменяет ей
- Леонетта Маззини — Мелисса, девушка Джека, которая соблазняет Окли
- Джованна Меннелл — Лаура, дочь Верены и Джорджа, которая дружит с Окли и его компанией

## Критика
После выхода на экраны в сентябре 2008 года фильм был назван одним из самых оригинальных британских фильмов года. Критики отметили его «небританский» стиль и атмосферу, сравнивая с Озу, Ромером и Шабролем. Брайан Эпплъярд в своей рецензии для The Sunday Times назвал фильм «радикальным» за то, что он изображает группу британских представителей среднего класса «просто как другое племя, со своими обычаями, недостатками, достоинствами и, прежде всего, человеческими, слишком человеческими, страданиями… С точки зрения стиля и содержания, это радикальный и блестящий фильм, который, если будет справедливо, станет поворотным пунктом в британском кино». В декабре 2009 году кинокритики газеты The Guardian в своем списке «100 лучших фильмов десятилетия» поставили фильм на 21 место, что стало самым высоким показателем среди британских фильмов. В списке лучших фильмов XXI века газета The Guardian поставила фильм на 40 место.
На агрегаторе рецензий rotten tomatoes фильм получил оценку 89 % зз 100 % по мнению критиков и 61 % из 100 % по мнению аудитории